# 大索利斯
大索利斯（西班牙語：Municipio de Solís Grande），是烏拉圭的城鎮，位於該國東南部，由馬爾多納多省負責管轄，面積240平方公里，2011年人口4,600，該鎮人口密度每平方公里19.17人。该地以航海家胡安·迪亚斯·德索利斯的名字命名。